# Spermacoce exilis
Spermacoce exilis är en måreväxtart som först beskrevs av Louis Otho Otto Williams, och fick sitt nu gällande namn av Charles Dennis Adams, William Carl Burger och C.M.Taylo. Spermacoce exilis ingår i släktet Spermacoce och familjen måreväxter. Inga underarter finns listade i Catalogue of Life.